# Arthur Kötz
Friedrich Arthur Kötz (* 15. Februar 1871 in Leipzig; † 1944 in Göttingen) war ein deutscher Chemiker.

## Leben
Kötz besuchte bis 1890 die Thomasschule zu Leipzig. Nach dem Abitur studierte er Chemie an der Universität Leipzig und wurde 1894 mit der Dissertation Beiträge zur Kenntniss des Benzoylenharnstoffes zum Dr. phil. promoviert.
1898 habilitierte er sich am Allgemeinen Chemischen Institut der Georg-August-Universität Göttingen und wurde Privatdozent an der Philosophischen Fakultät. Im selben Jahr wurde er zur Unterstützung von Otto Wallach Abteilungsvorsteher für Chemie und chemische Technologie des Chemischen Laboratoriums. 1903 erhielt er das Prädikat „Professor“. 1909 wurde er zum außerordentlichen Professor für Chemie und Chemische Technologie ernannt. 1920 wurde er durch Adolf Windaus als Ordinarius und Nachfolger für den 1912 zurückgetretenen Ferdinand Fischer vorgeschlagen, was ihm allerdings die Philosophische Fakultät aufgrund angeblich „fehlender Qualifikation“ verweigerte. 1921 wurde er Leiter der Chemisch Technologischen Sammlung (auch Chemisch Technologisches Institut) der Universität Göttingen und erhielt einen Lehrauftrag für Technische Chemie. Sein Nachfolger wurde Günther Rienäcker. Von 1922 bis 1935 war er ordentlicher Professor an der  Mathematisch-Naturwissenschaftlichen Fakultät.
In den Jahren 1925 und 1932 nominierte er jeweils für den Nobelpreis für Chemie.

## Wissenschaft
Arthur Kötz hielt ein Patent auf das Verfahren zur Darstellung von di- bzw. tetrahydrierten Ketonen oder β-Ketonsäureestern oder deren Säuren. (DRP 215 424, 1907)
Er verfasste zahlreiche wissenschaftliche Artikel und schrieb die ADB-Biographie zu Friedrich Wöhler.

## Schriften (Auswahl)
- Ueber Dicarbonsäureester cyklischer Monoketone. In: Justus Liebigs Annalen der Chemie 350 (1906) 1–2, 229–246. doi:10.1002/jlac.19063500112
- Synthesen mit Carbonestern cyklischer Ketone. (Siebente Abhandlung.): Ueber den Einfluss der Alkylgruppen bei dem Auf- und Abbau von Alkyl-1-cyklohexanon-2-carbonsäureestern-1. In: Justus Liebigs Annalen der Chemie 357 (1907) 2–3, 192–208. doi:10.1002/jlac.19073570206
- gemeinsam mit Richard Rosenbusch: Die Konstitution des Tropilens. In: Berichte der deutschen chemischen Gesellschaft 44 (1911) 1, 464–466. doi:10.1002/cber.19110440171
- gemeinsam mit Erwin Anger: Über o-Menthon-5. In: Berichte der deutschen chemischen Gesellschaft 44 (1911) 1, 466–467. doi:10.1002/cber.19110440172
- gemeinsam mit Ernst Schaeffer: Reduktion von Oxymethylen-Verbindungen. In: Berichte der deutschen chemischen Gesellschaft 45 (1912) 2, 1952–1954. doi:10.1002/cber.19120450270